# Resolució 1289 del Consell de Seguretat de les Nacions Unides
La Resolució 1289 del Consell de Seguretat de les Nacions Unides fou adoptada per unanimitat el 7 de febrer de 2000. Després de recordar les resolucions 1171 (1998), 1181 (1998), 1231 (1999) i 1260 (1999), 1265 (1999) i 1270 (1999) sobre la situació a Sierra Leone, el Consell va estendre la Missió de les Nacions Unides a Sierra Leone (UNAMSIL) per un període de sis mesos i va expandir el seu component militar.
El Consell de Seguretat va assenyalar que el desplegament de la UNAMSIL estava en procés de finalització. Hi havia un progrés cap a la pau, però això va ser obstaculitzat per la manca de desarmament, desmobilització i reintegració dels rebels, manca de progrés en l'alliberament dels segrestats, ús de nens soldats i nous atemptats contra els treballadors humanitaris. També estava preocupat per la continuació de les violacions dels drets humans i va subratllar que l'acord de pau acordat en l'amnistia no es va aplicar a les infraccions comeses després de la data de la signatura d'aquest acord. El Front Revolucionari Unit (FRU), les Forces de Defensa Civil, les antigues Forces Armades de Sierra Leone/Consell Revolucionari de les Forces Armades (AFRC) es van instar a participar en el desarmament, la desmobilització i el programa de reintegració.
La resolució va assenyalar la retirada de tropes de Nigèria, Ghana i Guinea de la força de manteniment de la pau de la Comunitat Econòmica dels Estats d'Àfrica Occidental (ECOWAS), el Grup de Monitorització de la Comunitat Econòmica dels Estats de l'Àfrica Occidental (ECOMOG). Es va decidir llavors que el component militar de la UNAMSIL s'expandís a 11.100 soldats, inclosos 260 observadors militars que ja estaven desplegats.
Actuant en virtut del Capítol VII de la Carta de les Nacions Unides, la força de manteniment de la pau tenia les responsabilitats addicionals de custodiar edificis governamentals, principalment a la capital Freetown, importants interseccions i grans aeroports, ajudant a distribuir subministraments de socors i assegurar els llocs del programa de desarmament i la recollida d'armes. El mandat de la UNAMSIL es va ampliar posteriorment per un període de sis mesos, es va establir una oficina de mines terrestres i es va autoritzar l'increment dels afers civils, la policia civil, el personal administratiu i tècnic. A més, la UNAMSIL podria prendre totes les mesures necessàries per garantir la seva llibertat de moviment i la seguretat i protegir els civils sota l'amenaça de la violència.
El Consell va instar les parts a accelerar l'establiment de comissions sobre drets humans, veracitat i reconciliació i la consolidació de la pau. També era important que el Govern de Sierra Leone tingués el control total de l'explotació de diamants, or i altres recursos. Finalment, es va demanar al secretari general Kofi Annan que proporcionés avaluacions cada 45 dies de les condicions de seguretat a Sierra Leone.